# Olympische Jugend-Sommerspiele 2014/Teilnehmer (Guam)
| Gelbes Symbol für Goldmedaillen mit stilisierten Olympischen Ringen | Graues Symbol für Silbermedaillen mit stilisierten Olympischen Ringen | Braundes Symbol für Bronzemedaillen mit stilisierten Olympischen Ringen |
| ------------------------------------------------------------------- | --------------------------------------------------------------------- | ----------------------------------------------------------------------- |
| —                                                                   | —                                                                     | —                                                                       |

Die Jugend-Olympiamannschaft aus Guam für die II. Olympischen Jugend-Sommerspiele vom 16. bis 28. August 2014 in Nanjing (Volksrepublik China) bestand aus acht Athleten. Sie konnten keine Medaille gewinnen.

## Athleten nach Sportarten

### Basketball
Mädchen
- Mannschaft: Achtelfinale
Kali Benavente
Shoot-out: 17. Platz
Felicia Borja
Shoot-out: 40. Platz
Destiny Castro
Shoot-out: 33. Platz
Dyonii Quitugua
Shoot-out: 45. Platz

### Golf
| Mädchen - Nalathai Vongjalorn Einzel: 28. Platz Mixed: 26. Platz | Jungen - Devin Hua Einzel: 13. Platz Mixed: 26. Platz |

### Judo
Jungen
- Vandric Castro
Klasse bis 66 kg: 17. Platz

### Ringen
Mädchen
- Mia-Lahnee Aquino
Freistil bis 60 kg: 7. Platz